# Südamerikaspiele 1982/Teilnehmer (Uruguay)
| Gelbes Symbol für Goldmedaillen mit stilisierten Olympischen Ringen | Graues Symbol für Silbermedaillen mit stilisierten Olympischen Ringen | Braundes Symbol für Bronzemedaillen mit stilisierten Olympischen Ringen |
| ------------------------------------------------------------------- | --------------------------------------------------------------------- | ----------------------------------------------------------------------- |
| 13                                                                  | 18                                                                    | 21                                                                      |

Uruguay nahm an den II. Südamerikaspielen 1982 in Argentinien mit einer Delegation von 120 Sportlern teil.
Die uruguayischen Sportler gewannen im Verlauf der Spiele insgesamt 52 Medaillen, davon 13 Goldene, 18 Silberne sowie 21 Bronzene.

## Teilnehmer nach Sportarten

### Boxen
- Carlos De Los Santos
- Luis Omar Tabarez

### Eislauf
- Elbio Pera
- Silvia Gandarias
- Carlos González
- Amalia Rama
- Rodolfo Speyer
- Gabriela Oxilia
- Héctor Osorio
- Analí Gallino
- Rúben Osorio
- Susana Bonora
- Silvia Speyer

### Fechten
- José Zeballos
- Gabriel Correa
- Ricardo Hastings
- Walter Scarponi

### Gewichtheben
- Enrique Mallo
- Pablo Gómez

### Kanu
- Marcelo Santa Cruz
- Dante di Gianvittorio
- Héctor Vila Mainard
- Roque Andino Burgos
- Richard Arcia Panceta
- Pablo Suárez Antesor

### Leichtathletik
- Rúben Da Cunha
- Graciela Acosta
- Gabriel Díaz
- Paola Patrón
- Carlos González
- Margarita Grun
- Ricardo Vera
- Andrea Sassi
- Luis Cabral
- Abel Godoy
- Félix Rivedieu
- Fernando Ruocco
- Javier Olivar

### Radsport
- Federico Moreira
- Walter Plaza
- Héctor Scayola
- Waldemar Correa
- Alcides Echeverri
- Ricardo Rondán
- Pablo Gutiérrez
- José Asconeguy
- Ramiro Vidal
- Miguel Margaleff
- Juan Ikatch

### Reiten
- Julio Morinelli Pérez
- Gustavo Calvo Ferro

### Rudern
- Ricardo Soca
- Nelson Hachin
- Víctor Inetti
- Mario Hernández
- Ricardo López
- Alberto Fernández
- Jesús Posse
- Hugo Silva
- Javier Maneiro
- Esteban Carle
- Alfredo Mayol
- Javier Sayas
- Hugo Caballero
- Harri González
- Federico Aire
- Ruggiero Razquín

### Schießen
- Valerio Lorenzo
- Antonio Pi
- Arturo Irachet
- Luis J. Valdez
- Gustavo Cadarso
- Oscar Takata
- José Mautone
- Juan J. Sanguinetti
- Luis A. Tashiro
- Esteban Martino
- Hugo Hebert

### Schwimmen
- Leonardo Martinelli
- Ricardo Hernández
- Carlos Scanavino
- Enrique Leite
- Verónica Acosta
- Susana Crespo
- Azul Martorell
- Sandra Barbato
- Juan Millot
- Adriana Carbajal
- Analía Soria
- Adriana Curbelo
- Martha Sucunza
- Ma. Rosa Silva
- Ana M. Leite

### Tischtennis
- Daniel Schaniderman
- Carlos Gallo
- Fernando Duque

### Volleyball

#### Damenmannschaft
- Mariela Mazali
- Adriana Hernández
- Lucía Abbate
- María Rosario Comba
- Shirley Ribolini
- Patricia Rivara
- Mónica Falcón
- Celia Brugman
- Karen Ackerman
- Sandra Rivero
- Mónica Wibner
- Leticia Sosa

#### Herrenmannschaft
- Gustavo Andreoli
- Gustavo González
- Daniel Barboza
- Yamandú Peralta
- Adolfo Martínez
- Pedro Konrad
- Daniel Artuz
- Enrique Rosales
- Horacio Pevere
- Carlos Saizar
- Milton Colina
- Neray Rovira